# Tractament simptomàtic
El tractament simptomàtic és qualsevol teràpia mèdica d'una malaltia que només afecta els seus símptomes, no la seva etiologia (causa). Generalment s'orienta a reduir els signes i símptomes per al confort i el benestar del pacient, però també pot ser útil per reduir les conseqüències orgàniques i les seqüeles d'aquests signes i símptomes de la malaltia. En moltes malalties, fins i tot en les quals es coneixen les etiologies (per exemple, la majoria de malalties víriques, com la grip), el tractament simptomàtic és l'únic disponible fins ara.
Exemples de tractaments simptomàtics:
- Analgèsics, per al dolor
- Antiinflamatoris, per a inflamacions causades per artritis
- Antitussígens, per a la tos
- Antihistamínics, per al·lèrgia
- Derivacions cerebrals, per alleujar la hidrocefàlia

Quan es coneix l'etiologia de la malaltia, es pot instituir un tractament específic, però generalment s'associa a un tractament simptomàtic.
No sempre es recomana el tractament simptomàtic i, de fet, pot ser de gran perill, ja que pot emmascarar la presència d'una etiologia subjacent que després serà oblidada o tractada amb gran retard. Exemples:
- La febre de baix grau durant 15 dies o més a vegades és l'únic símptoma de la bacterièmia deguda a estafilococs. Suprimir-la mitjançant un tractament simptomàtic ocultarà la malaltia d'un diagnòstic i d'un tractament efectius amb antibiòtics. La conseqüència pot ser severa (febre reumàtica, nefritis, endocarditis, etc.)
- El mal de cap crònic pot ser causat simplement per una disposició constitucional o el resultat d'un tumor cerebral o d'un aneurisma cerebral.

Finalment, el tractament simptomàtic no està exempt d'efectes adversos i pot ser causa de conseqüències iatrogèniques (és a dir, efectes mals causats pel tractament en si), com ara reaccions al·lèrgiques, sagnat d'estómac, efectes del sistema nerviós central (nàusees, marejos, etc.).